# Sherie Rene Scott
Sherie Rene Scott (Kentucky, 8 febbraio 1967) è un'attrice, cantante e librettista statunitense, candidata a due Tony Awards per le sue interpretazioni di musical a Broadway.

## Biografia
Debutta a Broadway nel 1992 con il musical The Who's Tommy, a cui segue Grease (1995), Rent (1997) e Aida (2000), per cui vince il Clarence Denwert Award. Nel 2000 recita nel musical di Jason Robert Brown The Last 5 Years e viene candidata al Drama Desk alla miglior attrice in un musical. Torna a Broadway nel 2005 con il musical Dirty Rotten Scoundrels, con Joanna Gleason e John Lithgow: per la sua performance nel ruolo di Christine Colgate viene candidata al Tony Award, Drama Desk, Outer Critics' Circle e Drama League Award alla miglior attrice protagonista in un musical.
Nel 2007 recita accanto a Sierra Boggess e Norm Lewis nel musical The Little Mermaid, per cui viene nuovamente candidata all'Outer Critics' Circle Award alla miglior attrice non protagonista in un musical. Nel 2010 torna a Broadway con il musical autobiografico scritto ed interpretato da lei: per la sua performance, Sherie Rene Scott è candidata al Tony Award, Drama Desk e Drama League Award alla miglior attrice protagonista in un musical. Nel 2010 è nuovamente a Broadway con il musical tratto da Donne sull'orlo di una crisi di nervi, in cui recita accanto a Patti LuPone, Laura Benanti, Mary Beth Peil e Brian Stokes Mitchell.

## Filmografia parziale
- P.S. I Love You (P.S I Love You), regia di Richard LaGravenese (2007)
- The Last Five Years, regia di Richard LaGravenese (2014)